# Bram Fischer
Abram Louis Fischer, més conegut com a Bram Fischer (Bloemfontein, 23 d'abril de 1908 – Bloemfontein, 8 de maig de 1975), va ser un advocat sud-africà. Descendent d'una família afrikaner, és conegut per haver estat un dels màxims exponents del moviment anti-apartheid, a més a més de representar molts dels líders d'aquesta tendència en els principals judicis en què es van enfrontar, com ara el Judici de Rivonia o el Judici per Traïció.
Després de la defensa de Nelson Mandela i els altres encausats durant el Procés de Rivonia, ell mateix va ser jutjat i acusat per comunisme. Sentenciat a cadena perpètua, després d'11 anys de presó va ser alliberat, l'any 1975, per motius de salut. Dues setmanes després va morir.

## Biografia

### Família i educació
Fischer provenia d'una família afrikaner molt rellevant a la societat blanca de Sud-àfrica. El seu pare, Percy Fischer, havia estat Jutge President de l'Estat Lliure d'Orange, i el seu avi, Abraham Fischer, primer ministre de la Colònia del Riu Orange, a més a més de ser posteriorment membre del gabinet de la Sud-àfrica unificada.
Abans d'estudiar a la Universitat d'Oxford (al New College) com a membre del Rhodes scholar, durant la dècada de 1930, va estudiar al Grey College i al Grey University College de Bloemfontein, vivint a la residència House Abraham Fischer, que portava el nom del seu avi. Durant la seva estada a Oxford, va viatjar pel continent europeu, inclòs un viatge a la Unió Soviètica el 1932. En una carta enviada als seus pares durant aquest viatge, Fischer comparava la posició dels grangers russos al voltant del riu Volga amb la dels negres sud-africans.
El 1937 es va casar amb Molly Krige, una neta de Jan Smuts; la parella va tenir tres fills. El seu únic fill mascle, Paul, va morir als 23 anys mentre Bram era a la presó. Molly també es va veure implicada en l'acció política, essent detinguda sense judici durant l'estat d'emergència declarat el 1960 després de la massacre de Sharpeville. El 1964, Bram, Molly i una amiga, Liz Franklin, viatjaven a Ciutat del Cap per celebrar l'aniversari de la seva filla Ilse, que feia 21 anys. Bram va fer sortir el cotxe de la carretera per no xocar amb una vaca, motiu pel qual el cotxe va caure en un riu, provocant la mort de la seva dona, que va morir ofegada. Bram va quedar devastat i, per intentar mitigar el dolor, va centrar-se més que mai en la seva participació clandestina com un dels líders del Partit Comunista de Sud-àfrica (SACP).

### Activitats polítiques i professionals
Bram Fischer es va unir al Partit Comunista de Sud-àfrica (SACP) durant la dècada de 1940, arribant fins a posicions de lideratge molt ràpidament. El SACP era molt proper al Congrés Nacional Africà (ANC) i, el 1943, Fischer va ser un dels qui va revisar la reconstitució de la mateixa ANC. El 1946 va ser acusat d'incitar la Vaga de Treballadors Africans de les Mines, a causa de la seva posició al Partit Comunista.
Juntament amb Issy Maisels i d'altres advocats, va tenir un paper molt important en la defensa dels acusats en el Judici per Traïció, desenvolupat entre 1956 i 1961, en el qual Nelson Mandela, Ahmed Kathrada, Walter Sisulu, Joe Slovo i d'altres líders anti-apartheid del Congrés dels Aliats van ser absolts. En la seva autobiografia Long Walk to Freedom, Mandela recorda afectuosament com Fischer llegia el diari New Age a la seva taula durant el judici.
Fischer va liderar la defensa de Nelson Mandela i els altres acusats durant el Judici de Rivonia, els anys 1963 i 1964. Per casualitat, Fischer no es trobava a la granja de Liliesleaf Farm quan la policia va fer una batuda, detenint a Sisulu, Kathrada, Govan Mbeki, Billy Nair, Arthur Goldreich, Denis Goldberg i els altres acusats en el judici, motiu pel qual va poder sortir airós d'aquest esdeveniment. No obstant, la major part de documents compromesos de l'ANC i del SACPA van ser requisats.
Mandela i la majoria dels acusats van ser condemnats a cadena perpètua, tot i que es va evitar la pena de mort, objectiu del fiscal de l'estat Percy Yutar. Aquest fet va ser considerat com una victòria de la defensa. La pressió internacional també va ser un factor important en aquest cas. En aquest moment, el paper de líder que jugava l'advocat afrikaner al SACP era desconegut fins i tot pels seus amics blancs més propers.
Després del veredicte, Bram Fischer va visitar els presos del procés de Rivonia a la presó de Robben Island per discutir la possibilitat d'apel·lar la sentència, tot i que no va explicar als presos que la seva dona havia mort una setmana abans per protegir-los. Després de reunir-s'hi, Mandela va saber el que havia passat i va escriure una carta al seu advocat, tot i que les autoritats penitenciàries mai la van entregar. Poc després, el mateix Fischer va ser arrestat. El 23 de setembre de 1964, juntament amb 12 homes i dones blancs, va ser detingut i acusat de ser membre de l'il·legal Partit Comunista de Sud-àfrica.
Fischer va ser alliberat sota fiança perquè pogués defensar un cas sobre patents a Londres. Va demanar-ho ell mateix per poder portar el cas. En la seva apel·lació davant del Tribunal va afirmar:
Soc un Afrikaner. Casa meva és a Sud-àfrica. No vull abandonar el meu país perquè de les meves creences polítiques entrin en conflicte amb les del Govern.
Posteriorment, l'advocat va tornar a Sud-àfrica, tot i les pressions perquè es quedés a l'estranger. Un dia, quan ja havia començat el seu judici, no va assistir-hi i, al seu lloc, va enviar una carta, que va ser llegida pel seu advocat en aquest cas, Harold Hanson. Va escriure:
En el moment en què t'arribi això, jo ja seré molt lluny de Johannesburg, i m'absentaré la resta del judici. Però seguiré estant dins del meu país, com vaig prometre que tornaria quan em va concedir la llibertat sota fiança. Desitjo informar al Tribunal que la meva absència, encara que deliberada, no intenta ser de cap manera irrespectuós. Tampoc està influenciada per la por al càstig que sem pot imposar. De fet, me n'adono perfectament que la meva eventual sanció pot augmentar per la meva conducta present...

La meva decisió ha esat presa només perquè crec que és deure de tot veritable oponent a aquest Govern seguir al país i oposar-se a les monstruoses polítiques de l'apartheid amb tots els mitjans al seu poder. Això és el què jo vull fer tant de temps com pugui...

El que es necessita és que els sud-africans blancs surtin de la seva complaença, una complaença intensificada ara a causa del present auge econòmic construït sobre les bases de la discriminació racial. A no ser que aquest sistema intolerable canviï radicalment i ràpidament, el desastre ha de seguir. L'espantós vessament de sang i la guerra civil es faran inevitables perquè, mentre hi hagi opressió d'una majoria, aquesta opressió es barallarà amb l'augment de l'odi.
Fischer va passar a la clandestinitat, doncs, per seguir la lluita contra l'apartheid. D'aquesta manera, anava contra el consell de Mandela, que considerava que on era més important l'advocat sud-africà era als Tribunals, "on la gent podia veure aquell fill afrikaner d'un jutge president lluitant pels drets dels sense poder. Però Bram Fischer no volia deixar que d'altres patissin mentre ell seguia lliure. […] Bram no volia dir als altres que fessin sacrificis mentre ell no aplicava el seu propi consell."
Fischer va veure com se li prohibia exercir l'advocacia en un judici celebrat el 1965, en el qual no es va presentar, i on va ser defensat pels també advocats Harold Hanson, Sydney Kentridge, i Arthur Chaskalson.

### Empresonament i mort
Fischer va seguir realitzant tasques clandestines durant un any, aproximadament. No obstant, el novembre de 1965, nou mesos després de tornar a Sud-àfrica i 290 després de passar a la clandestinitat, Bram Fischer va ser detingut. El març de 1966 va ser portat a judici per segona vegada sota l'acusació de promoure els objectius del comunisme i per conspiració per enderrocar el govern. Va ser trobat culpable i condemnat a cadena perpètua. Va ser empresonat a la Presó Central de Pretòria.
Durant el seu empresonament, a Fischer se li va diagnosticar un càncer. Una caiguda influïda pels efectes del càncer el setembre de 1974 va deixar a l'advocat afrikaner una fractura al coll, al fèmur, paràlisi parcial de la cara i dificultats per parlar. No obstant, no seria fins al desembre d'aquell any que les autoritats penitenciàries li autoritzarien ser transferit a l'hospital. Quan les notícies de la seva malaltia van transcendir, l'opinió pública sud-africana va començar a pressionar al Govern per aconseguir-ne l'alliberament. Bram Fischer va sortir de la presó i posat sota arrest domiciliari a casa del seu germà, a Bloemfontein, l'abril de 1975. Va morir poques setmanes després. El departament de presons va fer tornar les cendres de Fischer a la presó després del funeral, que mai han estat localitzades.

## Tributs
Fischer és reconegut com una de les figures claus de la lluita anti-apartheid.
Nelson Mandela va escriure que Fischer va ser "un dels amics més valents i ferms en la lluita que mai havia conegut." Provinent d'una família Afrikaner, havia tingut una vida privilegiada, refusat la seva herència, i patit ostracisme per part del seu propi poble, demostrant un "nivell de coratge i sacrifici que ja eren una classe per si mateix."
Bram Fischer es va mostrar reticent a servir com a líder de la defensa en el Judici de Rivonia, ja que molts dels testimonis el podien implicar en activitats amb l'il·legalitzat Partit Comunista de Sud-àfrica. A més, la seva lletra havia estat identificada en molts dels documents requisats a Liliesleaf Farm. Tot i així, els seus amics blancs no podien entendre la seva reticència i el van convèncer per fer-ho, sense coneixement de la seva pertinença clandestina al Partit Comunista. Com a resultat, quan Robert Resha (un activista negre que va ser processat durant el Judici de Rivonia) ho va saber, va comentar que "ell (per Bram Fischer) mereix la Creu Victòria".
En l'obra Country of My Skull (1998), Antjie Krog va escriure de Fischer: "Era molt més valent que la resta de nosaltres, i per això va pagar molt més; la seva vida va tocar les vides de moltes persones, fins i tot després de la seva mort.”
En el relat de la seva detenció i incomunicació pel Poder sud-africà de Seguretat el 1963, Ruth First escriu que va ser interrogada sobre Fischer durant un interrogatori. First va contestar: "Bram és un amic, un molt estimat amic meu, un home meravellós, i - gràcies a Déu per la reputació de la seva gent que té almenys una gràcia salvadora -. Ell és un afrikaner"
Fischer va ser guardonat amb el Premi Lenin de la Pau entre els pobles el 1967.
El 2003 Fischer es va convertir en el primer sud-africà a ser reintegrat a títol pòstum a la barra.
El 2004, malgrat l'oposició dels antics alumnes i la direcció, Fischer va ser guardonat honoríficament per la Universitat Stellenbosch.
A Rhodes House (Universitat d'Oxford), on hi va estudiar Fischer, se celebra anualment el Bram Fischer Memorial Lecture en honor del seu llegat.
El desembre de 2012, l'Aeroport de Bloemfontein va ser rebatejat com a Aeroport Internacional Bram Fischer.

## Treballs sobre Fischer
Burger's Daughter (1979), una novel·la de la guanyadora del Premi Nobel i sud-africana Nadine Gordimer, està basada en la vida de la filla de Bram Fischer; ell és el "Burger" del títol.
Fischer també és el protagonista de l'obra de Stephen Clingman Bram Fischer: Afrikaner Revolutionary, el qual va guanyar l'Alan Paton Award el 1999, i a l'obra de Martin Meredith Fischer' Choice.
El director de cinema sud-africà Sharon Farr en va fer un documental, Love, Communism, Revolution & Rivonia – Bram Fischer’s Story, que va guanyar l'Encounters Film Festival Audience Award com a millor documental sud-africà de l'any l'agost de 2007.